# 32261 Podlewskagaca
32261 Podlewskagaca è un asteroide della fascia principale. Scoperto nel 2000, presenta un'orbita caratterizzata da un semiasse maggiore pari a 3,037050 UA e da un'eccentricità di 0,094725, inclinata di 2,261077° rispetto all'eclittica.